# Euodynerus megaera
Euodynerus megaera är en stekelart som först beskrevs av Amédée Louis Michel Lepeletier 1841.  Euodynerus megaera ingår i släktet kamgetingar, och familjen Eumenidae. Inga underarter finns listade i Catalogue of Life.